# Departamento San Vicente
San Vicente ist eines von 14 Departamentos in El Salvador und liegt im Zentralraum des Landes mit einem schmalen Zugang zum Pazifik. 
Die Hauptstadt des Departamentos ist die gleichnamige Stadt San Vicente (offizieller Name San Vicente de Austria y Lorenzana).
Gegründet wurde das Departamento am 12. Juni 1824.
In San Vicente befindet sich auch der 2182 Meter hohe Vulkan San Vicente (anderer Name: Chichontepec).

## Municipios
Das Departamento San Vicente ist in 13 Municipios unterteilt: 
1. Apastepeque
2. Guadalupe
3. San Cayetano Istepeque
4. San Esteban Catarina
5. San Ildefonso
6. San Lorenzo
7. San Sebastián
8. Santa Clara
9. Santo Domingo
10. San Vicente
11. Tecoluca
12. Tepetitán
13. Verapaz